# Dindica erythropunctura
Dindica erythropunctura là một loài bướm đêm trong họ Geometridae.